# Juan Amorós
Juan Amorós Andreu (Barcelona, 10 de junio de 1936-16 de noviembre de 2016) fue un director de fotografía español. 
Se lo incluye por el estilo de su obra dentro de la llamada Escuela de Barcelona y su carrera en el cine comenzó en 1956 manejando la cámara y desde 1961 en la fotografía. En 1989 fue candidato al Premio Goya a la mejor fotografía por Esquilache y en 1992 ganó el premio del Círculo de Escritores Cinematográficos a la mejor fotografía por la película Las cartas de Alou. 
Murió el 16 de noviembre de 2016.

## Filmografía

### Director de fotografía
- El juego del ahorcado (2008)
- Desde que amanece apetece (2005) dir. Antonio del Real.
- Reinas (2005) dir. Manuel Gómez Pereira.
- María querida (2004) dir. José Luis García Sánchez.
- Crisantemo (2004)
- Cosas que hacen que la vida valga la pena (2004) dir. Manuel Gómez Pereira.
- Esta noche, no (2002)
- La soledad era esto (2002)
- Desafinado (2001) dir. Manuel Gómez Pereira.
- Jacinto Durante, representante (13 episodios de televisión, 2000)

- La vida en rosa, Un corazón de oro y ¡Adiós, querida Greta!. 
- Entre las piernas (1999)  dir. Manuel Gómez Pereira.
- Cha-cha-chá (1998) dir. Antonio del Real.
- Grandes ocasiones (1998) dir. Felipe Vega.
- Hasta la victoria siempre (1997)
- El amor perjudica seriamente la salud (1996) dir. Manuel Gómez Pereira.
- Pon un hombre en tu vida (1996) dir. Eva Lesmes.
- Los baúles del retorno (1996) dir. María Miró.
- Libertarias (1996) dir. Vicente Aranda.
- Boca a boca (1995) dir. Manuel Gómez Pereira.
- Trinità & Bambino... e adesso tocca a noi! (1995) dir. Enzo Barboni.
- Cuernos de mujer (1995) dir. Enrique Urbizu.
- Todos los hombres sois iguales (1994) dir. Manuel Gómez Pereira.
- El amante bilingüe (1993) dir. Vicente Aranda.
- Yo me bajo en la próxima, ¿y usted? (1992) dir. José Sacristán.
- El día que nací yo (1991) dir. Pedro Olea.
- Fuera de juego (1991) dir. Fernando Fernán Gómez.
- Cómo ser mujer y no morir en el intento (1991) dir. Ana Belén.
- Las cartas de Alou (1991) dir. Montxo Armendáriz.
- Yo soy ésa (1990) dir. Luis Sanz.
- La mujer de tu vida: la mujer infiel (1990) (TV)
- Los jinetes del alba (1990) TV miniseries dir. Vicente Aranda.
- Si te dicen que caí (1989) dir. Vicente Aranda.
- Esquilache (1989) dir. Josefina Molina.
- Diario de invierno (1988) dir. Francisco Regueiro.
- El pecador impecable (1987) dir. Augusto Martínez Torres.
- Redondela (1987)
- La veritat oculta (1987)
- El año de las luces (1986) dir. Fernando Trueba.
- Dragón Rapide (1986) dir. Jaime Camino.
- Tiempo de silencio (1986) dir. Vicente Aranda.
- Lulú de noche (1986) dir. Emilio Martínez Lázaro.
- Sé infiel y no mires con quién (1985) dir. Fernando Trueba.
- La gabbia (1985) dir. Giuseppe Patroni Griffi.
- Un, dos, tres... ensaïmades i res més (1985)
- Ricardo Montalbán en España (1985)
- De tripas corazón (1985)
- Padre nuestro (1985) dir. Francisco Regueiro.
- Fanny Pelopaja (1984) dir. Vicente Aranda.
- El balcón abierto (1984) dir. Jaime Camino.
- La huella del crimen: El crimen del Capitán Sánchez (1984) (TV)
- La huella del crimen: El caso del cadáver descuartizado (1984) (TV)
- L'Assemblea de Catalunya (1983)
- Y del seguro... líbranos, Señor! (1983)
- En el mar de Fuerteventura (1976)
- Imágenes del deporte Nº 58 (1973)
- Morbo (1972) dir. Gonzalo Suárez.
- Lejos de los árboles (1972)
- Historia de una chica sola (1972)
- Después del diluvio (1970)
- Chicas de club (1970) dir. Jorge Grau.
- Las primeras velas (1970)
- Laia (1970)
- Esquizo (1970)
- Topical Spanish (1970)
- Liberxina 90 (1970)
- Estudio amueblado 2.P. (1969) dir. José María Forqué
- Las crueles(1969) dir. Vicente Aranda
- Ditirambo (1969) dir. Gonzalo Suárez
- A propósito de Baleares (1969)
- La vida sigue igual (1969) dir. Eugenio Martín.
- Por los hombres del trabajo (1969)
- Valencia (1969)
- La pesca deportiva en España (1969)
- ¡¡Visita a Ceuta (1969)
- Cada vez que... (1968)
- Palabras de amor (1968) dir. Antonio Ribas.
- Sitges (1968)
- No disponible (1968)
- El aprendiz de clown (1967)
- Oscuros sueños eróticos de agosto (1967) dir. Miguel Picazo.
- Fiesta mayor (1966)
- Circles (1966)
- Copa Davis-1965 (1966)
- Arte románico (1961)

### Camarógrafo
- Entre las piernas (1999)  dir. Manuel Gómez Pereira.
- Cha-cha-chá (1998) dir. Antonio del Real.
- El amor perjudica seriamente la salud (1996) dir. Manuel Gómez Pereira.
- Libertarias (1996) dir. Vicente Aranda.
- Cómo ser mujer y no morir en el intento (1991) dir. Ana Belén.
- Bajarse al moro (1989) dir. Fernando Colomo.
- El pecador impecable (1987) dir. Augusto Martínez Torres.
- Redondela (1987)
- El año de las luces (1986) dir. Fernando Trueba.
- Sé infiel y no mires con quién (1985) dir. Fernando Trueba.
- Loca por el circo (1982)
- Asesinato en el Comité Central (1982)
- La próxima estación (1982)
- Los gallos de la madrugada (1971) (fotógrafo submarino)
- Siguiendo el buen camino: Por las tierras de España. El Paraíso de España. Islas Baleares (1971) (segundo camarógrafo submarino)
- Siguiendo el buen camino: Por las tierras de España. La Costa Brava (1971) (segundo camarógrafo submarino)
- Mercancía humana
- Producción y turismo (1964) (segundo asistente de cámaras)
- El último verano (1961) (camarógrafo adicional)
- Escuela de periodismo (1956) (asistente de cámara)

## Premios
Medallas del Círculo de Escritores Cinematográficos
| Año  | Categoría        | Película           | Resultado |
| ---- | ---------------- | ------------------ | --------- |
| 1991 | Mejor fotografía | Las cartas de Alou | Ganador   |